# 고윤
고윤(본명: 김종민, 한국 한자: 金鐘珉, 1988년 9월 12일 ~ )은 대한민국의 배우이다. 김무성 前 정치인의 자제이다.

## 학력
- 리하이 대학교 회계학 학사

## 출연작

### 드라마
| 연도 | 방송     | 제목                         | 역할    | 비고    |
| ---- | -------- | ---------------------------- | ------- | ------- |
| 2013 | KBS2     | 《아이리스 2》               | 유진    | 20부작  |
| 2014 | MBC      | 《호텔킹》                   | 박도진  | 32부작  |
| 2014 | MBC      | 《미스터 백》                | 강기찬  | 16부작  |
| 2015 | KBS2     | 《오늘부터 사랑해》          | 정윤호  | 101부작 |
| 2016 | tvN      | 《피리부는 사나이》          | 정현호  | 16부작  |
| 2016 | MBC      | 《몬스터》                   | 차우    | 50부작  |
| 2017 | tvN      | 《크리미널 마인드》          | 이한    | 20부작  |
| 2018 | 네이버TV | 《사랑, 기억에 머물다》      | 노진우  | 6부작   |
| 2018 | MBC      | 《부잣집 아들》              | 박현빈  | 100부작 |
| 2019 | TV조선   | 《간택 - 여인들의 전쟁》     | 개평    | 16부작  |
| 2021 | JTBC     | 《시지프스 : the myth》      | 정현기  | 16부작  |
| 2022 | tvN      | 《아다마스》                 | 박 요원 | 16부작  |
| 2024 | KBS2     | 《미녀와 순정남》            | 공진단  | 50부작  |
| 2024 | tvN      | 《플레이어 2 : 꾼들의 전쟁》 | 덱스    | 12부작  |
| 2024 | 디즈니+  | 《화인가 스캔들》            | 김용민  | 10부작  |
| 2025 | MBC      | 《모텔 캘리포니아》          | 빅터    | 12부작  |

### 영화
| 연도 | 제목                    | 역할          | 비고 |
| ---- | ----------------------- | ------------- | ---- |
| 2011 | 《가문의 수난》         | 일본 싸움꾼   |      |
| 2013 | 《아이리스 2: 더 무비》 | 유진          |      |
| 2014 | 《국제시장》            | 현봉학        |      |
| 2015 | 《오늘의 연애》         | 재중          |      |
| 2016 | 《인천상륙작전》        | 특수부대원    |      |
| 2020 | 《강철비 2: 정상회담》  | 한 의전비서관 |      |
| 2020 | 《이별식당》            | 해진          |      |
| 2023 | 《가문의 영광:리턴즈》  | 종칠          |      |

## 가족 관계
- 조부 : 김용주 (金龍周, 1905년 7월 29일 ~ 1985년 1월 27일, 전방 창업주)
  - 백부 : 김창성 (1932년 ~ )
  - 백부 : 김한성 (1936년 ~ )
  - 아버지 김무성(金武星): 새누리당 국회의원
  - 어머니 : 최양옥 (1956년 ~ ), 전 국회의원 최치환(崔致煥, 1922년 ~ 1987년 5월 27일)의 딸
    - 누나 : 김현진 (1981년 ~ )
    - 누나 : 김현경 (1983년 ~ , 수원대 미대 디자인학부 조교수)

  - 숙부 : 김남곤 (1953년 ~ )